# 1. FC Nürnberg Handball
1. FC Nürnberg Handball er en håndboldklub fra Nürnberg i Tyskland. Klubben blev dannet i 1922 som en afdeling af 1. FC Nürnberg, som i 1995 blev opdelt i flere selvstændige klubber, herunder 1. FC Nürnberg Handball. Klubben er mest kendt for sit kvindehold, som har vundet flere tyske mesterskaber og pokaltitler. Internationalt er holdets bedste resultat sejren i EHF Challenge Cup i 2004.
Nationale titler
- Tysk mester: 1964, 1969, 1970, 2005, 2007, 2008.
- Tysk pokalvinder: 2004, 2005.

Bedste internationale resultater
- EHF Champions League: Gruppespil 2008.
- Mesterholdenes Europa Cup: Semifinalist 1971.
- EHF Challenge Cup: Vinder 2004.
- Cup Winners' Cup: Semifinalist 2007.
- EHF Cup: 3. runde 2006.